# Liste der Staatsoberhäupter 121
Übersicht
◄◄ | ◄ | 117 | 118 | 119 | 120 | Liste der Staatsoberhäupter 121 | 122 | 123 | 124 | 125 | ► | ►►

Weitere Ereignisse

## Afrika
- Aksumitisches Reich
  - König: s. Aksumitisches Reich

- Reich von Kusch
  - König: Tamelerdeamani (114–134)

- Römisches Reich
  - Provincia Romana Aegyptus
    - Präfekt: Titus Haterius Nepos (120–124)

## Asien
- Armenien
  - König: Vologaeses I. (117–137)

- China
  - Kaiser: Han Andi (106–125)

- Iberien (Kartlien)
  - König: Parsmen II. (116–132)

- Indien
  - Shatavahana
    - König: Gautamiputra Sātakarni (106–130)

- Japan (Legendäre Kaiser)
  - Kaiser: Keikō (71–130)

- Korea
  - Baekje
    - König: Giru (77–128)

  - Gaya
    - König: Suro (42–199?)

  - Silla
    - König: Jima Isageum (112–134)

- Kuschana
  - König: Kanischka I. (100–126)

- Osrhoene
  - König: Yalur (118–122) und Parthamaspates (118–123)

- Partherreich
  - Schah (Großkönig): Osroes I. (108–128)

- Römisches Reich
  - Provincia Romana Cappadocia
    - Legat: Gaius Bruttius Praesens (121–124)

## Europa
- Bosporanisches Reich
  - König: Sauromates I. (93/94–123/124)

- Römisches Reich
  - Kaiser: Hadrian (117–138)
    - Konsul: Marcus Annius Verus (121)
    - Konsul: Gnaeus Arrius Augur (121)
    - Suffektkonsul: Marcus Herennius Faustus (121)
    - Suffektkonsul: Quintus Pomponius Rufus Marcellus (121)
    - Suffektkonsul: Titus Pomponius Antistianus Funisulanus Vettonianus (121)
    - Suffektkonsul: Lucius Pomponius Silvanus (121)
    - Suffektkonsul: Marcus Statorius Secundus (121)
    - Suffektkonsul: Lucius Sempronius Merula Auspicatus (121)

  - Provincia Romana Britannia
    - Legat: Quintus Pompeius Falco (118–122)